# باشگاه فوتبال یانگون یونایتد
باشگاه فوتبال یانگون یونایتد (برمه‌ای: ရန်ကုန် ယူနိုက်တက် ဘောလုံးအသင်း) یک باشگاه فوتبال برمه مستقر در مجموعه ورزشی یانگون یونایتد، در یانگون، میانمار است.

## افتخارات
لیگ ملی میانمار (۴)۲۰۱۱، ۲۰۱۲، ۲۰۱۳، ۲۰۱۵
جام ام‌اف‌اف (۱)۲۰۱۱

## رکورد در ای‌اف‌سی
| فصل  | رقابت             | دور           | باشگاه            | خانه       | خارج از خانه | مجموع      |
| ---- | ----------------- | ------------- | ----------------- | ---------- | ------------ | ---------- |
| ۲۰۱۲ | ای‌اف‌سی کاپ        | گروه G        | چونبوری           | ۱–۱        | ۰–۱          | چهارم      |
| ۲۰۱۲ | ای‌اف‌سی کاپ        | گروه G        | سیتیزن            | ۱–۲        | ۱–۲          | چهارم      |
| ۲۰۱۲ | ای‌اف‌سی کاپ        | گروه G        | هوم یونایتد       | ۰–۰        | ۱–۳          | چهارم      |
| ۲۰۱۳ | ای‌اف‌سی کاپ        | گروه F        | نیو رادیانت       | ۲–۰        | ۱–۳          | دوم        |
| ۲۰۱۳ | ای‌اف‌سی کاپ        | گروه F        | سان هی            | ۲–۰        | ۳–۱          | دوم        |
| ۲۰۱۳ | ای‌اف‌سی کاپ        | گروه F        | پرسیبو بوژونرو    | ۳–۰        | ۷–۱          | دوم        |
| ۲۰۱۳ | ای‌اف‌سی کاپ        | یک شانزدهم    | بنگال شرقی        | ۱–۵        | ۱–۵          | ۱–۵        |
| ۲۰۱۴ | ای‌اف‌سی کاپ        | گروه G        | ویسای نین بین     | ۱–۴        | ۲–۳          | دوم        |
| ۲۰۱۴ | ای‌اف‌سی کاپ        | گروه G        | چین جنوبی         | ۲–۰        | ۳–۵          | دوم        |
| ۲۰۱۴ | ای‌اف‌سی کاپ        | گروه G        | کلانتان           | ۵–۳        | ۳–۲          | دوم        |
| ۲۰۱۴ | ای‌اف‌سی کاپ        | یک شانزدهم    | پرسیپورا جایاپورا | ۲–۹        | ۲–۹          | ۲–۹        |
| ۲۰۱۶ | لیگ قهرمانان آسیا | مقدماتی دور ۲ | چونبوری           | 2–3 (و.ا.) | 2–3 (و.ا.)   | 2–3 (و.ا.) |
| ۲۰۱۶ | ای‌اف‌سی کاپ        | گروه G        | چین جنوبی         | ۲–۱        | ۱–۲          | سوم        |
| ۲۰۱۶ | ای‌اف‌سی کاپ        | گروه G        | مازیا             | ۳–۲        | ۱–۱          | سوم        |
| ۲۰۱۶ | ای‌اف‌سی کاپ        | گروه G        | موهان باگان       | ۱–۱        | ۲–۳          | سوم        |

## اسپانسر
| فصل  | اسپانسر لباس | اسپانسر              |
| ---- | ------------ | -------------------- |
| ۲۰۱۳ | گرند اسپرت   | ایر بنگال            |
| ۲۰۱۴ | گرند اسپرت   | بانک توسعه آسیا گرین |
| ۲۰۱۵ | گرند اسپرت   | اول بیمه ملی         |
| ۲۰۱۶ | گرند اسپرت   | بانک توسعه آسیا گرین |